# Дадабаев, Акрам Дадабаевич
Акрам Дадабаевич Дадабаев — советский хозяйственный, государственный и политический деятель, доктор биологических наук, член-корреспондент АН Узбекской ССР.

## Биография
Родился в 1908 году в Худжанде. Член КПСС с 1939 года.
С 1929 года — на хозяйственной, общественной и политической работе. В 1929—1976 гг. — ученик по мыловаренному делу, повар у директора хлопкового завода, агроном-семеновод в Наркомземе Таджикской ССР, аспирант СоюзНИХИ, старший научный сотрудник, заведующий лабораторией, директор селекционной станции СоюзНИХИ, вице-президент Академии сельхознаук Узбекской ССР, заведующий отделом селекции хлопчатника, заместитель министра сельского хозяйства Узбекской ССР, консультант лаборатории ВНИИ селекции и семеноводства хлопчатника.
Избирался депутатом Верховного Совета Узбекской ССР 6-го созыва.
Умер в Ташкенте в 1988 году.